# 奧斯特羅夫斯科耶區

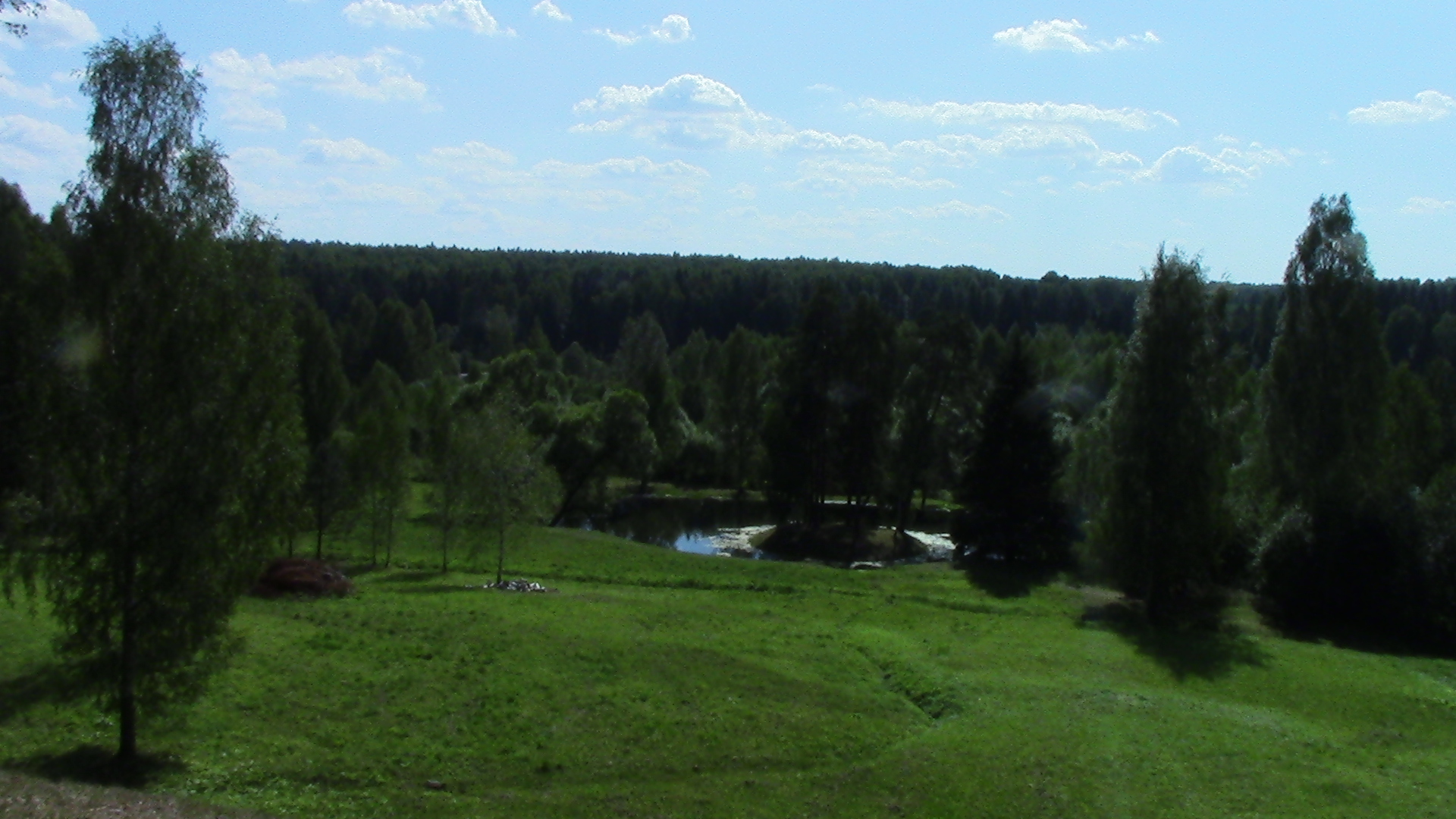

57°48′16″N 42°14′28″E / 57.80444°N 42.24111°E
奧斯特羅夫斯科耶區（俄语：Островский район），是俄羅斯的一個區，位於該國西部，由科斯特羅馬州負責管轄，面積2,446平方公里，2010年人口12,787，人口密度每平方公里5.23人。